# B6 (sittvagn)
B6 (f.d. Bo6) är en svensk typ av järnvägsvagn från 1940-talet.
Vagntypen har använts främst i storstadsregionerna Stockholm, Malmö och Göteborg. I Stockholmsregionen fasades de ut i takt med att X1 och X10 levererades. De sista vagnarna stod som reserver och togs ur tjänst i början av 1990-talet.
Många vagnar finns idag kvar hos museiföreningar.